# Parafia św. Jana XXIII w Komornikach
Parafia Świętego Jana XXIII w Komornikach – rzymskokatolicka parafia w Wirach, należy do dekanatu komornickiego. Erygowana w dniu 1 października 2015 roku dekretem arcybiskupa poznańskiego Stanisława Gądeckiego z dnia 24 września 2015 roku. Do parafii należą mieszkańcy części Komornik i Wir.

## Zasięg parafii
- wyodrębnione z parafia św. Barbary w Luboniu: Cyprysowa, Konwaliowa, Lubońska Storczykowa, Wąska, Wirowska, Żabikowska.

- wyodrębnione z parafii pw. św. Andrzeja Apostoła w Komornikach: os. Parkowe: Azaliowa, Cyprysowa, Czeremchowa, Forsycjowa, Jałowcowa, Kalinowa, Magnoliowa, Ognikowa, Wrzosowa oraz Drzymały, Komornicka, Leśna, Łąkowa, Miodowa, Młyńska (od numeru 60 do końca), Nad Wirynką, Nizinna, Ogrodowa, Pasieki, Piaskowa, Pogodna, Poznańska (od nr 72 parzyste do końca), Widokowa, Wiosenna, Wspólna.

- wyodrębnione z parafii pw. św. Floriana w Wirach: Brzoskwiniowa, Czereśniowa, Komornicka (od początku do numeru 40), Malwowa, Nadrzeczna, Żabikowska.

## Proboszczowie
- ks. Tomasz Ren (2015–2021)[2]
- ks. Mirosław Tykfer (2021–2023)[2]
- ks. Maksymilian Kamza (od 2023)[2][3]